# Delminichthys jadovensis
Delminichthys jadovensis är en fiskart som först beskrevs av Zupancic och Bogutskaya 2002.  Delminichthys jadovensis ingår i släktet Delminichthys och familjen karpfiskar. IUCN kategoriserar arten globalt som akut hotad. Inga underarter finns listade i Catalogue of Life.